# 아스카이 마사쓰네

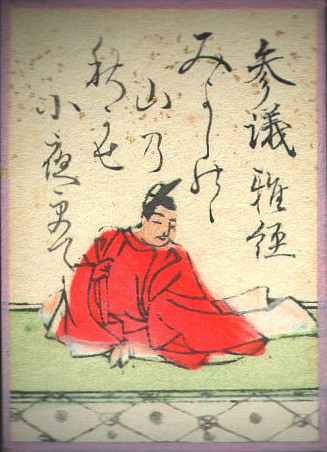

아스카이 마사쓰네(일본어: 飛鳥井雅経)는 헤이안 시대 말기부터 가마쿠라 시대 초기의 공가(公家), 시인이다. 난바 요리쓰네의 차남이다.

## 와카
```
늦은 가을 밤 요시노 산바람과 다듬이 소리 옛 고을 이곳은 춥게만 느껴지네
み吉野の山の秋風さよ更けてふるさと寒く衣打つなり
```